# Paratrichogramma pretoriensis
Paratrichogramma pretoriensis är en stekelart som beskrevs av Doutt 1973. Paratrichogramma pretoriensis ingår i släktet Paratrichogramma och familjen hårstrimsteklar. Inga underarter finns listade i Catalogue of Life.